# Pierre Rodocanachi
Pierre André Emmanuel Rodocanachi (Párizs, 1938. október 2. –) olimpiai és világbajnoki bronzérmes francia tőrvívó.